# Emmanuel Koum
Emmanuel Koum (Douala, 5 gennaio 1947 – 26 novembre 2008) è stato un calciatore camerunese, di ruolo attaccante.

## Carriera

### Club
Inizia la carriera in patria nell'Oryx Douala, club che negli anni '60 del XX secolo è tra i più forti del panorama calcistico camerunese e africano. Con il club di Douala vince 4 campionati camerunesi, una coppa nazionale e soprattutto la Coppa dei Campioni d'Africa 1964. Nella finale del massimo torneo continentale contro lo Stade Malien Koum segnò anche la prima rete dei suoi.
Nel settembre 1966 sbarca in Francia per ottenere il brevetto di tecnico meccanico ma notato dal tecnico Albert Batteux viene ingaggiato dal Grenoble, squadra della seconda divisione transalpina.  Con la squadra del Delfinato gioca tre stagioni.
Nella stagione 1970-1971 passa al Monaco, con cui vince il Gruppo C della Division 2, ottenendo la promozione in massima serie. Nella stessa annata vince il titolo di capocannoniere del torneo a pari merito con i francesi Yves Triantafyllos e Robert Blanc. Nella sua stagione d'esordio in massima serie, la Division 1 1971-1972, scende in campo in undici occasioni segnando quattro reti, anche a causa di un grave infortunio a legamenti del crociato che lo terrà lontano dai campi per parecchio tempo. Il campionato si concluderà con il ritorno dei monegaschi nella serie cadetta. 
Nella Division 2 1972-1973 Koum con i suoi ottiene una nuova promozione, questa volta passando per i playoff. La stagione seguente, dopo ulteriori due presenze nella massima serie, anche a causa del fatto che non era nelle grazie dell'allenatore argentino Alberto Muro, viene prestato all'Arles e poi ceduto nel gennaio 1974 al 1978 al Chaumont per quattro stagioni nella seconda serie transalpina.
Lasciato il calcio professionistico passa ai dilettanti del Moulins.  Terminata la carriera agonistica torna in patria dove trova impiego nelle ferrovie.

### Nazionale
Con la nazionale del Camerun ha giocato nella Coppa delle nazioni africane 1970, non superando la fase a gironi. Nella gara d'esordio contro la Costa d'Avorio Koum ha segnato una doppietta.

## Statistiche

### Cronologia presenze e reti in nazionale[4]
| Cronologia completa delle presenze e delle reti in nazionale ― Camerun | Cronologia completa delle presenze e delle reti in nazionale ― Camerun | Cronologia completa delle presenze e delle reti in nazionale ― Camerun | Cronologia completa delle presenze e delle reti in nazionale ― Camerun | Cronologia completa delle presenze e delle reti in nazionale ― Camerun | Cronologia completa delle presenze e delle reti in nazionale ― Camerun | Cronologia completa delle presenze e delle reti in nazionale ― Camerun | Cronologia completa delle presenze e delle reti in nazionale ― Camerun |
| Data                                                                   | Città                                                                  | In casa                                                                | Risultato                                                              | Ospiti                                                                 | Competizione                                                           | Reti                                                                   | Note                                                                   |
| ---------------------------------------------------------------------- | ---------------------------------------------------------------------- | ---------------------------------------------------------------------- | ---------------------------------------------------------------------- | ---------------------------------------------------------------------- | ---------------------------------------------------------------------- | ---------------------------------------------------------------------- | ---------------------------------------------------------------------- |
| 6-2-1970                                                               | Khartoum                                                               | Camerun                                                                | 3 – 2                                                                  | Costa d'Avorio                                                         | Coppa d'Africa 1970 - 1º turno                                         | 2                                                                      |                                                                        |
| 10-2-1970                                                              | Khartoum                                                               | Sudan                                                                  | 2 – 1                                                                  | Camerun                                                                | Coppa d'Africa 1970 - 1º turno                                         | -                                                                      |                                                                        |
| Totale                                                                 |                                                                        | Presenze                                                               | 2+                                                                     |                                                                        | Reti                                                                   | 2+                                                                     |                                                                        |

## Palmarès

### Club

#### Competizioni nazionali
- Campionato di calcio del Camerun: 3

Oryx Douala: 1963, 1964, 1965
- Coppa del Camerun: 1

Oryx Douala: 1963

#### Competizioni internazionali
- Coppa dei Campioni d'Africa/CAF Champions League: 1

Oryx Douala: 1964

### Individuale
- Capocannoniere della Division 2: 1

1970-1971 (gruppo C)